# Кульбуш, Георгий Георгиевич
Георгий Георгиевич Кульбуш (20 февраля 1923, Петроград — 21 июля 1994, Санкт-Петербург) — советский актёр театра и кино. Участник Великой Отечественной войны.

## Биография
Родился 20 февраля 1923 года в Петрограде.
Учился в Ленинградском государственном театральном институте (1940—1941; 1942—1946), окончив класс Н. Е. Серебрякова. В 1941 году служил добровольцем в Кировской дивизии народного ополчения. Был демобилизован по причине тяжёлой контузии. С 1946 года по 1989 год работал в Александринском театре. Снимался в кино.
Одной из самых ярких работ в кинематографии остаётся роль начальника группы альпинистов (руководителя экспедиции) Виталия Петровича Ломова в советском фильме «Вертикаль» 1967 года.
Ушёл из жизни 21 июля 1994 года в Санкт-Петербурге.

## Фильмография
- 1951 — К ним вернулось счастье — молодой инженер
- 1952 — Живой труп — молодой адвокат
- 1953 — Лес — Алексей Сергеевич Буланов
- 1953 — Римский-Корсаков — студент
- 1957 — Балтийская слава — офицер
- 1957 — Дорога к звёздам — космонавт
- 1958 — Мистер Икс — поклонник Теодоры
- 1964 — Казнены на рассвете… — полковник
- 1964 — Пока фронт в обороне — немецкий военнопленный
- 1965 — Залп «Авроры» — полковник
- 1967 — Вертикаль — Виталий Петрович Ломов
- 1967 — Перед заходом солнца — участие
- 1970 — Ференц Лист — Грёзы любви — друг князя Витгенштейна
- 1974 — Сержант милиции — подполковник милиции
- 1977 — Мы говорим по-русски — Георгий Николаевич Петровский (16 серия)
- 1981 — Предел возможного — участие